# Fran Vázquez González
Francisco Vázquez González (nascut l'1 de maig de 1983, a Chantada, Galícia), conegut també com a Fran Vázquez, és un exjugador de bàsquet gallec que mesura 209 cm i la posició del qual era la de pivot.

## Biografia
Va començar la seva trajectòria esportiva en l'equip del seu poble, el C.B. Chantada, per a entrar posteriorment en el Centre de Formació Siglo XXI de Galícia, on hi v ser fins a la temporada 1999-2000. Després va passar pel centre de formació Siglo XXI del País Basc, per a signar per l'Unicaja de Màlaga en la temporada 2000-2001, jugant primerament en el filial andalús en la lliga EBA. La temporada 2002-2003 va passar al primer equip de l'Unicaja, però aquest club va decidir cedir-lo al Lagun Aro Bilbao Basket de la lliga LEB. A l'any següent va passar també cedit a l'AUNA Gran Canària, aquest ja de la lliga ACB. En el club canari va explotar com a jugador, progressant de manera espectacular, cosa que va fer que l'Unicaja el recuperés per a la temporada 2004-2005, en la qual es va confirmar la seva vàlua. Al final d'aquest any va participar en el draft de l'NBA per a la temporada 2005-2006, quedant en onzè lloc, la segona posició més alta mai assolida per un espanyol després de Pau Gasol. No obstant això va rebutjar l'oferta dels Orlando Magic per a jugar en la lliga nord-americana en no veure clar el seu futur allí, i va fitxar per l'Akasvayu Girona, un equip que acabava de rebre una gran injecció econòmica en signar amb l'empresa catalana immobiliària Akasvayu, cosa que li va permetre fer de Fran Vázquez el jugador millor pagat de l'ACB. La seva estada a Girona no va ser cap èxit i a la següent temporada va signar pel Winterthur FC Barcelona. En aquesta temporada va passar a la història de l'ACB a l'aconseguir el rècord de taps (12) en un partit (Grup Capitol Valladolid 58-65 Winterthur Barcelona).
El 9 de maig de 2010, es proclamà campió de l'Eurolliga amb el FC Barcelona al pavelló Palais Omnisports de Paris-Bercy de París contra l'Olympiacos BC grec. En el partit, Vázquez va sortir des de la banqueta i va aportar 6 punts.
El 17 de juny de 2012 arribà a un principi d'acord amb el seu exequip Unicaja de Màlaga, a la vegada que Àlex Abrines era fitxat pel FC Barcelona Regal.
El juliol de 2016 es fa públic el seu fitxatge pel Club Baloncesto Canarias per dues temporades, el 2018 fitxa pel Basket Zaragoza 2002.
El maig del 2020 va anunciar la seva retirada.

## Clubs
- C.B. Chantada
- Centre de Formació Siglo XXI de Galícia
- Centre Formació Siglo XXI del País Basc
- Unicaja de Málaga (filial): 1999-2000
- Lagun Aro Bilbao Basket: 2002-2003
- AUNA Gran Canaria: 2003-2004
- Unicaja de Málaga: 2004-2005
- Akasvayu Girona: 2005-2006
- Winterthur FC Barcelona: 2006-2012
- Unicaja de Màlaga: 2012-2016
- Club Baloncesto Canarias: : 2016-2018
- Basket Zaragoza 2002: : 2018-2020

## Palmarès

### Selecció
- Jocs Olímpics 2008 Pekín Selecció espanyola Vílnius. Medalla de Plata.
- Campionat d'Europa sub-20.2002 Selecció espanyola. Vílnius. Medalla de Plata.

### Internacional
- 1 Eurolliga, 2009-2010, amb el FC Barcelona

### Estatal
- 2 Lligues ACB: (2008-09 i 2010-11), amb el Barça.
- 3 Copes del Rei: 2005 amb Unicaja, 2007 i 2010 (MVP)[5] amb el Barça.
- 2 Supercopes ACB (2009 i 2010) Barça.

### Nacional
- 2 Lliga Catalana ACB (2009 i 2010) Barça.